# Curling Club Olimpia
Il Curling Club Olimpia è un'associazione sportiva di curling di Cortina d'Ampezzo, che vanta il maggior numero di scudetti femminili nel campionato master, detenendo l'ultimo titolo assegnato. Inoltre il club detiene 8 scudetti femminili.
Il presidente del CC Olimpia, Marina Pavani, è stata presidente dell'Associazione Curling Cortina (ACC), Fondazione che riunisce e rappresenta i sei club di Cortina d'Ampezzo, a cui l'Olimpia è affiliata. Inoltre l'ex presidente, Ann Urquhart, è stata una delle maggiori atlete italiane di questo sport, rimanendo per ben quindici anni in nazionale (1976/1991) e partecipando a diciotto tra europei e mondiali.

## Albo d'oro
- 1996 - Titolo italiano femminile
- 1997 - Titolo italiano femminile
- 1998 - Titolo italiano femminile
- 1999 - Titolo italiano femminile
- 2000 - Titolo italiano femminile
- 2001 - Titolo italiano femminile
- 2003 - Titolo italiano femminile
- 2007 - Titolo italiano femminile